# Hernán Darío Gómez
Hernán Darío Gómez Jaramillo, becenevén El Bolillo (Medellín, 1956. február 3. –) kolumbiai labdarúgó-középpályás, edző.

## Pályafutása
2021 októberében a Hondurasi labdarúgó-válogatott szövetségi kapitánya lett.